# Тростина
Тростина — река в России, протекает в Пачелмском районе Пензенской области. Устье реки находится в 21 км по правому берегу реки Мичкас. Длина реки составляет 12 км.
Исток реки расположен на границе с Каменским районом в 7 км к северо-востоку от посёлка Титово и в 18 км к северо-западу от города Каменка. Река течёт на север, единственный населённый пункт на реке — деревня Порошино. Ниже деревни впадает в Мичкас на границе с Нижнеломовским районом.

## Данные водного реестра
По данным государственного водного реестра России относится к Окскому бассейновому округу, водохозяйственный участок реки — Мокша от истока до водомерного поста города Темников, речной подбассейн реки — Мокша. Речной бассейн реки — Ока.
По данным геоинформационной системы водохозяйственного районирования территории РФ, подготовленной Федеральным агентством водных ресурсов:
- Код водного объекта в государственном водном реестре — 09010200112110000027049
- Код по гидрологической изученности (ГИ) — 110002704
- Код бассейна — 09.01.02.001
- Номер тома по ГИ — 10
- Выпуск по ГИ — 0